# Abraham González Uyeda
Abraham Kunio González Uyeda (14 de septiembre de 1966) es un político, empresario e ingeniero mexicano miembro del Partido Acción Nacional.
Abraham González Uyeda es Ingeniero Civil egresado del Instituto Tecnológico y de Estudios Superiores de Occidente inicialmente trabajó en la iniciativa privada, en empresas del ramo lechero y de la construcción. En 2001 ingresó al servicio público, cuando el gobernador de Jalisco, Francisco Javier Ramírez Acuña lo nombró Secretario de Promoción Económica del Gobierno del Estado, permaneció en este cargo hasta 2003 cuando a su vez fue nombrado Secretario de Administración. A partir del 1 de diciembre de 2006 al ser Ramírez Acuña nombrado titular de la Secretaría de Gobernación, Abraham González Uyeda fue nombrado Subsecretario de Gobierno; permaneciendo en el mismo cargo tras asumir la titularidad de la secretaría Juan Camilo Mouriño.
Al ocurrir el fallecimiento de Juan Camilo Mouriño el 4 de noviembre de 2008 y de acuerdo con el reglamento interno de la Secretaría de Gobernación, quedó como encargado del despacho de dicha secretaría hasta ser nombrado un nuevo titular.